# Sternotomis flavomaculata
Sternotomis flavomaculata är en skalbaggsart som beskrevs av Hintz 1919. Sternotomis flavomaculata ingår i släktet Sternotomis och familjen långhorningar. Inga underarter finns listade i Catalogue of Life.